# Homofilie
Homofilie je tendence jednotlivců mít kladné či neutrální vztahy s lidmi, kteří jsou si společensky podobní v sociálně důležitých sférách. Následně se jedinci sdružují a navazují pevnější a stálejší vztahy s lidmi, s kterými jsou si podobní hned v několika aspektech. Dle teorie homofilie se jedná o úměru - čím více společných aspektů, tím pevnější vztah bude. Studie dokázala, že tyto vztahy mají zpravidla delšího trvání, než vztahy, které nejsou založeny na této podobnosti. Naprosto přesně je to vystiženo v přísloví „vrána k vráně sedá, rovný rovného si hledá“.
Termín sám se významově specificky odkazuje na vnitřní preference. Dnes se však obvykle používá k označení pozorovatelné behaviorální tendence, jejíž příčiny mohou zahrnovat preference, ale i příležitost (např. máte mnoho evropských přátel, protože většina lidí kolem vás jsou Evropané). Jednotlivci v homofilních vztazích také sdílejí společné charakteristiky (přesvědčení, hodnoty, vzdělání atp.). Tyto faktory nadále usnadňují tvoření nových vztahů. Dále je potřeba se vymezit proti tendencím zaměňování homofilie s jinými sociálními jevy, jako jsou například rasizmus nebo jiná diskriminace. Homofilie je pouze vrozený pud, na základě kterého si jednotlivci hledají ideální společnost, ve které žít. Podobné jevy můžeme pozorovat nejen v lidské společností, ale i v říši zvířat.

## Další význam slova
Slovo homofilie může také vyjadřovat zastaralý, neuchycený výraz pro homosexuály, který byl používán v Nizozemí a Belgii do 70. let 20. století. Slovo homofili bylo taktéž užíváno ve švédštině a dánštině, a na počátku 21. století je stále užíváno v norštině. V norštině je užíváno i analogických výrazů heterofili, bifili a panfili pro heterosexualitu, respektive bisexualitu a pansexualitu.

### Užití
Poprvé bylo slovo představeno veřejnosti v roce 1949 dnešní organizací COC Nederland v nizozemském časopise Vriendschap. Jako první ale slovo použila nizozemská lékařka a sexuoložka Lucien von Römer v roce 1903.
Velké míře užívání se slovu dostalo po církevním sněmu v Dordrechtu v letech 1971-1972, kde nizozemští církevní hodnostáři projednávali zprávu s názvem „O lidech, kteří jsou homosexuálové". Hlavním bodem této zprávy bylo vyšší procento homosexuálů v Nizozemí, než byl původní předpokládaný počet. Jako řešení této situace bylo poprvé v historii navrženo tzv. registrované partnerství, tedy určité přijetí homosexuálních párů do společnosti, avšak bez možnosti běžného sňatku. Registrované partnerství bylo však nejprve uzákoněno v Dánsku v roce 1989.
Ve Spojených státech bylo výrazu homofilní (homophile) užíváno především na konci 19. století a v první polovině 20. století pro přátelský a respektující postoj k homosexualitě a to organizacemi usilujícím o dosažení občanských práv pro homosexuály.
Výraz se však stejně jako například uranismus neuchytil a byl nahrazen výrazem gay.

## Etymologie
Slovo homofilie vzniklo složením dvou řeckých slov: „homμοῦ“ (homo, „spolu“) a „φιλία“ (philia, „láska“).

## Homofilie u zvířat
Homofilní vztahy byly pozorovány i mezi páry v říši zvířat Byly rozsáhle studovány především v souvislosti s teorií evoluční biologie, ve které je tento pojem znám jako směsné páření. Homofilie je mezi páry běžná v rámci přirozeného páření. Tento jev se dokonce stal definicí pro druh u Charlese Darwina.
Druhy jsou považovány za odlišné, když se v přírodě nekříží. Ovšem s touto definicí jsou ve skutečném světě přírody velké problémy a existují výjimky. Přesto tato interpretace vyjadřuje jisté vrozené pudové jednání, na jehož základě se jedinci páří na základě určitých podobností.

### Kříženci
Díky zásahu člověka byly vytvořeny některé druhy kříženců, které jsou v rozporu s homofilitou zvířat a v běžné přírodě by měly jen malou pravděpodobnost vzniku - například liger (kříženec lva a tygřice), zebroid (kříženec zebry a osla) nebo mezek a mula.

## Výzkum a měření
Jedná o sociologický jev, který zároveň přesahuje do dalších vědních sfér zabývajících se například urbanizmem, migrací nebo zločinností. Z toho vznikl požadavek na měření homofilie, jakožto dílčího jevu výše zmíněných jevů. Aby bylo možno změřit míru homofility, vědci začali rozlišovat dvě hladiny frekvence homofilních vztahů. Těmi jsou výchozí a povýšená hladina. První je zjednodušeně množství homofilních vztahů, které by se dalo očekávat u určité skupiny lidí. V potazem se bere také existující nerovnoměrné rozdělení populace s proměnlivými charakterovými vlastnostmi. Druhé je množství homofility nad tuto očekávanou hodnotu, obvykle kvůli osobním preferencím a volbám.
Ve své původní formulaci homofility sociologové Paul Felix Lazarsfeld a Robert K. Merton (1954) rozlišovali mezi statusem a hodnotou homofilie. Autoři zjišťují, že jednotlivci s podobnými charaktery a společenským postavením s větší pravděpodobností vyhledávají společnost sobě rovných, než že by se jednalo o pouhou náhodu. Stav zahrnuje jak přirozené charakteristiky, jako je rasa, etnický původ, pohlaví a věk, tak i získané, jako je náboženství a vzdělání. Naproti tomu hodnota zahrnuje spojení s ostatními, kteří uvažují podobným způsobem, bez ohledu na rozdíly v těchto stavových charakteristikách.

## Vrozené sociální faktory
Vrozené sociální faktory jsou pravděpodobně těmi nejsilnějšími a nejviditelnějšími hybnými silami. A právě proto také často vytváří třecí plochy mezi jednotlivými skupinami.
Nejprve se na zřetel musí brát místo narození. Ačkoliv se nejedná o tak zřejmý činitel, hraje poměrně velkou roli, neboť s místem, kde jsme se narodili, se budou vázat určité primární vlastnosti (např. když se jedinec narodí na vesnici, je pravděpodobnější, že bude mít kladnější vztah k přírodě). Na místo přímo naléhá režim či státní uspořádání, v kterém se narodí (např. jedinci narozenému ve střední Evropě budou vštěpovány principy demokracie, svobody slova a jiné práva a povinnosti).
S místem narození úzce souvisí také národnost. Ta hraje významnou roli nejen v domácím prostředí, ale zejména v zahraničí, kam se lidé přestěhují - příkladem mohou být blízké a pevné vztahy v rámci vietnamské komunity v České republice (např. vznik Asociace českých občanů vietnamského původu Archivováno 21. 12. 2019 na Wayback Machine. nebo Svaz Vietnamců v ČR) nebo dále vznik českých škol v Americe, které kromě výuky českého jazyka také udržují v české komunitě českou kulturu a tradice a dětem již narozeným v Americe představují významné české svátky a výročí. Někteří lidé mohou mít po přestěhování do jiné země problémy se začleněním, a právě lidská tendence ke sdružování s jinými lidmi, se kterými mají něco společného jim může tuto životní změnu ulehčit. Národnost je však důležitým faktorem i mezi vlastním národem ve vlastním státě - zdárným příkladem je česká euforie a soudržnost během důležitých sportovních klání, které dokáží českou společnost po dobu konání velmi úspěšně stmelit. Poměrně silní míra homofilie funguje také mezi Čechy a Slováky zejména ve starších generacích - když například v Mistrovství světa v ledním hokeji v roce 2012 bojovali Slováci o zlatou medaili s Ruskem, pro Čechy bylo přirozenější fandit našim sousedům.
Neopomenutelným faktorem je, výše zmíněná, rasa, do které se člověk narodí. Tato separace byla jednou z nejvíce viditelných a masově dodržovaných skrz celé dějiny. Sociální struktury např. ve Spojených státech jsou do dnes silně rozděleny podle rasy a etnicity, které představují největší podíl povýšené homofility (ačkoli klasifikace podle těchto kritérií může být v sociologii problematická kvůli nejasným hranicím a rozdílným definicím rasy). Menší skupiny mají nižší rozmanitost jednoduše kvůli počtu členů, důsledkem toho je vyšší hladina homofility. Nyní již však dochází k mírným změnám ve fungování struktur a komunit v rámci Spojených států amerických, protože se zvyšuje procento dospělých, kteří smíšené komunity podporují. Až 42% rodičů tvrdí, že děti by měly navštěvovat školy rasově smíšené, i když bude mimo místní komunitu. Rasa a etnický původ také souvisí s dosaženým vzděláním a zaměstnáním, což jsou, jak je již výše uvedeno, jedny z nejzřetelnějších faktorů pro homofilii, avšak řadíme je do získaných sociálních faktorů.
Dalším významným činitelem je rodina. Ta jako první zprostředkovává jedinci základy kultury a tradic, má za úkol uvést člověka do konkrétního prostředí a naučit ho orientaci v symbolickém světě. To se odehrává prostřednictvím více či méně řízeného primárního učení. I typy rodin mají vliv na sociální vývoj jednice. Lidé ve větších tzv. rozšířených rodinách mají lepší předpoklady býti více sociální, přátelští i otevření oproti lidem, kteří vyrůstají v rodině nukleární a jsou ku příkladu jedináčci. Pokud jde o pohlaví, je základní hladina homofilie relativně nízká například ve srovnání s rasou a etnicitou. V minulosti můžeme tento jev pozorovat především v problematice „genderu“, ale postupem let se tento typ homofilie rapidně snižuje. Muži a ženy často žijí společně a jedná se o velké a stejně tak diverzní populace.
Neposledním, ne příliš zjevným faktorem je stáří, přesto je věk dalším ze základních prvků při studii homofilie. Dennis Marsden (1988) našel zajímavý vzorec povýšené homofility pro skupiny různého věku. Naznačuje silný vztah mezi něčím věkem a sociální vzdáleností. Jedná se především o důvěru mezi dvěma jedinci markantně rozdílného věku. Například čím větší věková mezera, tím menší šance, že si navzájem jedinci budou mít důvěru a tendence mezi sebou diskutovat o „důležitých“ věcech.
Dalším činitelem je finanční situace, tedy zámožnost rodiny, do které se jedinec narodí, což opět souvisí se vzděláním, v tomto případě zejména rodičů a prarodičů dítěte a také sociálním statusem, který rodiče zaujímají, protože lidé mají spíše tendenci vzestupného než sestupného pohybu v rámci společnosti, proto je pravděpodobnější, že si člověk utváří vztahy a přátelství ve skupinách sobě rovných nebo výše postavených než je on sám. Příkladem homofility na základě společenského statusu může být kastovní systém v Indii, v naší společnosti lze však tento faktor ovlivnit svým jednáním, tudíž ho lze zařadit také do získaných sociálních faktorů.

## Získané sociální faktory
Získané sociální faktory nejsou tak výrazné na první pohled, ale častokrát mohou býti zásadní. Oproti "vrozeným" jsou více variabilní, a proto netvoří tak pevná pouta. Jedněmi z nich jsou religiozita, vzdělávání, zaměstnání, vybudovaná sociální třída a vliv sociálních médií.
Vyznání se většinou získává rodinnou výchovou odvozenou od místa narození, ačkoliv to není pravidlem. Častokrát u homofilie založené na náboženství můžeme pozorovat základní i povýšenou základní linií. Tento typ je ale podstatný už jen v některých částech světa. Například v ortodoxním judaismu a jeho tradičních proudech je stále kladen důraz na původ manželů, protože v Bibli je na několika místech židům zakázáno vzít si pohanskou manželku, tedy manželku jiného náboženství. Muslimům je povoleno vzít si křesťanku nebo židovku, muslimkám je však povolen pouze muslim. Příkladem kdy může být vyznání překážkou sňatku v křesťanství je absence katolického křtu, avšak tomuto člověku lze udělit dispens.
Školy, kluby a sportovní spolky jsou místa, kde se jedinci prvně setkávají s homofilií v praxi tváří v tvář. Nejen, že se uvnitř těchto institucí utváří skupiny lidí, kteří si osobností sedí více či méně, ale také na úrovni meziklubových vztahů můžeme sledovat jisté druhy náklonnosti (například ve sportovním klání bude škola podporovat raději sousední školu než školu neznámou). Zároveň jsou tyto jevy velmi dobře viditelné i ve zaměstnání a následné kolektivizaci v pracovním prostředí. To vše se odehrává v závislosti na sociální třídě či postavení, v které se jedinec narodil, tak do které se vypracoval. (viz vrozené sociální faktory)
Posledním aktérem jsou sociální sítě typu Facebook, které také podporují homofilní atmosféru, navzdory diverzitě populace. Když uživatel Facebooku označí nějaký příspěvek „To se mi líbí“ nebo rozklikne článek s určitým tématem, Facebook automaticky vygeneruje další články se stejnou nebo podobnou tematikou. Miller McPherson, Lynn Smith-Lovin a James M. Cook ve svém výzkumném článku nazvaném „Birds of a Feather: Homophily in Social Networks“ píší, že homogenní mezilidské sítě vedou k omezeným sociálním světům, který má silné důsledky na tok informací, na postoje, které si členové utvářejí, a interakce, které zažívají. 

## Mezilidští činitelé homofilie
Základní homofilní příčinou je geografická vzdálenost. Lidé, kteří žijí poblíž, mají s velkou pravděpodobností podobné základní charakterové rysy. Zároveň lidé mají větší pravděpodobnost kontaktu s těmi lidmi, kteří žijí v sousedství. Technologie, jako je telefon, e-mail a sociální sítě, tento účinek snížily, ale nevyrušily úplně. Dalším činitelem jsou rodinné vztahy, které často vyvolávají relativně úzký a častý kontakt mezi členy. Komplikací mohou být i velké geografické vzdálenosti, avšak v rodinných kruzích většinou nejsou problémem. Tyto vazby, mimo rodinné vztahy, mají tendenci se pomalu rozkládat, ale mohou se restrukturalizovat i po dlouhém odloučení. A dále i školní, pracovní a dobrovolnické organizace poskytují velkou základnu pro homofilii. V rámci dobrovolných skupin je vytvořeno mnoho přátelství, vzájemných vztahů a vazeb na sociální úrovni. Společenská homogenita většiny organizací vytváří silnou základní hladinu homofility. Posledním činitelem je částečně definice samotné homofilie. Jedná se o spojení mezi lidmi, kteří zastávají rovnocenné role. Nachází se v homofilním systému sociálních vazeb. Například profesoři Univerzity Karlovy budou mít tendenci se sdružovat s jinými profesory.

## Partnerský život
Homofilie hraje také důležitou roli ve výběru budoucího partnera nebo partnerky. Studie prokázaly, že v západní společnosti má až 60% párů stejnou úroveň vzdělání, 55% pochází ze stejně velké obce a mezi 50% párů je věkový rozdíl dva roky a méně. Větší důraz na míru inteligence a dosaženého vzdělání kladou vysokoškolsky vzdělaní lidé a také jejich potomci, lidé s nižším vzděláním kladou větší důraz na finanční situaci partnera. Lidé mají tedy tendenci vybírat si partnera například s podobnou inteligencí, původem a věkem, jako jsou oni sami, jelikož je zde větší předpoklad budoucího partnerského souznění a pochopení. Důležitou roli hraje také etnicita nebo náboženství. Podle Českého statistického úřadu proběhlo v roce 2018 508 sňatků, kdy měli oba snoubenci jiné než české občanství. K roku 2018 mělo 80% českých dětí oba rodiče Čechy, hned za nimi byly děti s vietnamským státním občanstvím - 75% z nich mělo oba rodiče Vietnamce, což částečně potvrzuje domněnku, že zejména první generace Vietnamců v České republice udržuje blízké vztahy v rámci své komunity.

## Důsledky
Homofilie zlepšuje koordinaci a zvyšuje očekávanou návratnost interakcí. Dále šíří větší míru tolerance a spolupráci v sociálních prostorech. Také mohou zprostředkovat přístup k informacím, ovlivňovat chování, např. sociální normy, formovat názory.